# Asgardsrei festival
El festival Asgardsrei (en noruego: 'La Cabalgata de Asgard') es un festival anual de Black metal nacionalsocialista (NSBM) en Kiev, Ucrania.
Como festival de música NSBM , es uno de los eventos más populares para los extremistas neonazis y de extrema derecha y un punto de encuentro para las redes y organizaciones de supremacía blanca en toda Europa y América. Varios de los organizadores y bandas que tocan regularmente en el club Bingo durante el festival Asgardsrei han sido condenados por asesinatos, agresiones y otros delitos de odio, y pertenecen a organizaciones clasificadas como grupos terroristas por varios tribunales europeos. Lleva el nombre del álbum de 1999 de Absurd con el mismo nombre, que fue visto como influyente en la escena del black metal nacionalsocialista. Entre las bandas que participan en el festival se incluyen Absurd, Peste Noire, Goatmoon, M8L8TH y Nokturnal Mortum.
El festival está fuertemente conectado con Alexey Levkin de М8Л8ТХ y su sello "Militant Zone", quienes actúan como organizadores y originalmente fundaron el festival en Moscú en 2012. Levkin y Militant Zone están fuertemente involucrados en el nacionalista ucraniano Batallón Azov, y el Cuerpo de Voluntarios Rusos.

## Asgardsrei Fest (2016)
La primera edición del festival tuvo lugar el 16 de diciembre de 2016.
- M8l8th (Rusia)
- Nokturnal Mortum (Ucrania)
- Peste Noire (Francia)
- Kroda (Ucrania)

## Asgardsrei Fest (2017)
La segunda edición del festival tuvo lugar el 16 de diciembre de 2017.
- M8l8th (Rusia)
- Absurd (Alemania)
- Goatmoon (Finlandia)
- Peste Noire (Francia)
- Naer Mataron (Grecia)
- Burshtyn (Ucrania)

## Asgardsrei Fest (2018)
La tercera edición del festival tuvo lugar los días 15 y 16 de diciembre de 2018. Peste Noire realizó un concierto acústico en Kiev el 14 de diciembre, que se considera parte del festival.
| En escena                                                               |                                                                             |
| 15 de diciembre de 2018                                                 | 16 de diciembre de 2018                                                     |
| Nokturnal Mortum Goatmoon Acherontas M8l8th Sunwheel Dark Fury Wehrwolf | Absurd Der Stürmer Frangar Baise Ma Hache Terrorsphära Stahlfront Nordglanz |

## Asgardsrei Fest (2019)
La cuarta edición del festival tuvo lugar los días 14 y 15 de diciembre de 2019.
| En escena                                                                                       |                                                                 |
| 14 de diciembre de 2019                                                                         | 15 de diciembre de 2019                                         |
| Evil Kataxu Kroda Siegneur Voland SIELUNVIHOLLINEN BLACKDEATH SVARGA BlazeBirthHall tribute set | Wodulf ST/HOF Goatmoon M8L8TH Baise Ma Hache Frangar Selbstmord |